# Masahiro Teraoka
Masahiro Teraoka (en japonés: 寺岡真弘) (Takamatsu, Prefectura de Kagawa, 13 de noviembre de 1991) exfutbolista japonés que jugaba en la demarcación de defensa.

## Biografía
Masahiro Teraoka debutó como futbolista en 2009 con el Vissel Kobe japonés a los 18 años de edad. Tan sólo jugó durante una temporada en el club, ya que se fue traspasado al equipo de fútbol de la Universidad de Kansai. Tras un breve paso de nuevo por el Vissel Kobe, Teraoka volvió a la Universidad de Kansai. Finalmente el 7 de enero fichó por el Giravanz Kitakyushu por 100 000 euros, equipo en el que permanece hasta la fecha.

## Selección nacional
En 2013 ganó la medalla de bronce en la Universiada de 2013 al jugar el partido del tercer y cuarto puesto contra Rusia, partido que acabó con un resultado de 3-0.

## Clubes
| Club                  | País  | Año       |
| --------------------- | ----- | --------- |
| Vissel Kobe           | Japón | 2009-2010 |
| Universidad de Kansai | Japón | 2010-2011 |
| Vissel Kobe           | Japón | 2011-2012 |
| Universidad de Kansai | Japón | 2012-2014 |
| Giravanz Kitakyushu   | Japón | 2014-2016 |
| A. C. Nagano Parceiro | Japón | 2017-2018 |
| Giravanz Kitakyushu   | Japón | 2019-2020 |